# 11913 Svarna
11913 Svarna eller 1992 RD3 är en asteroid i huvudbältet som upptäcktes den 2 september 1992 av den belgiske astronomen Eric W. Elst vid La Silla-observatoriet. Den är uppkallad efter matematikern Anneta Svarna.